# Miagrammopes sexpunctatus
Miagrammopes sexpunctatus es una especie de araña araneomorfa del género Miagrammopes, familia Uloboridae. Fue descrita científicamente por Simon en 1906.
Habita en India.